# Rosario Mendes
Rosario Mendes (sinh ngày 25 tháng 10 năm 1989) là một cầu thủ bóng đá người Ấn Độ thi đấu ở vị trí tiền vệ cho Salgaocar ở I-League.

## Sự nghiệp

### Salgaocar
Sinh ra ở Cortalim, Goa, Mendes có màn ra mắt cho Salgaocar F.C. ở I-League ngày 13 tháng 4 năm 2013 trước United Sikkim khi anh vào sân ở phút 70 thay cho Nicolau Colaco và Salgaocar giành chiến thắng 9–0.

## Thống kê sự nghiệp
Tính đến 30 tháng 5 năm 2015
| Câu lạc bộ          | Mùa giải            | Giải vô địch | Giải vô địch | Cúp Liên đoàn | Cúp Liên đoàn | Cúp Durand | Cúp Durand | AFC     | AFC       | Tổng    | Tổng      |
| Câu lạc bộ          | Mùa giải            | Số trận      | Bàn thắng    | Số trận       | Bàn thắng     | Số trận    | Bàn thắng  | Số trận | Bàn thắng | Số trận | Bàn thắng |
| ------------------- | ------------------- | ------------ | ------------ | ------------- | ------------- | ---------- | ---------- | ------- | --------- | ------- | --------- |
| Salgaocar           | 2012–13             | 2            | 0            | 0             | 0             | 0          | 0          | -       | -         | 2       | 0         |
| Salgaocar           | 2013-14             | 7            | 0            | 1             | 0             | 0          | 0          | -       | -         | 8       | 0         |
| Salgaocar           | 2014-15             | 10           | 0            | 1             | 0             | 0          | 0          | -       | -         | 10      | 0         |
| Tổng cộng sự nghiệp | Tổng cộng sự nghiệp | 19           | 0            | 1             | 0             | 0          | 0          | 0       | 0         | 20      | 0         |